# Liste des cantons de l'Aube

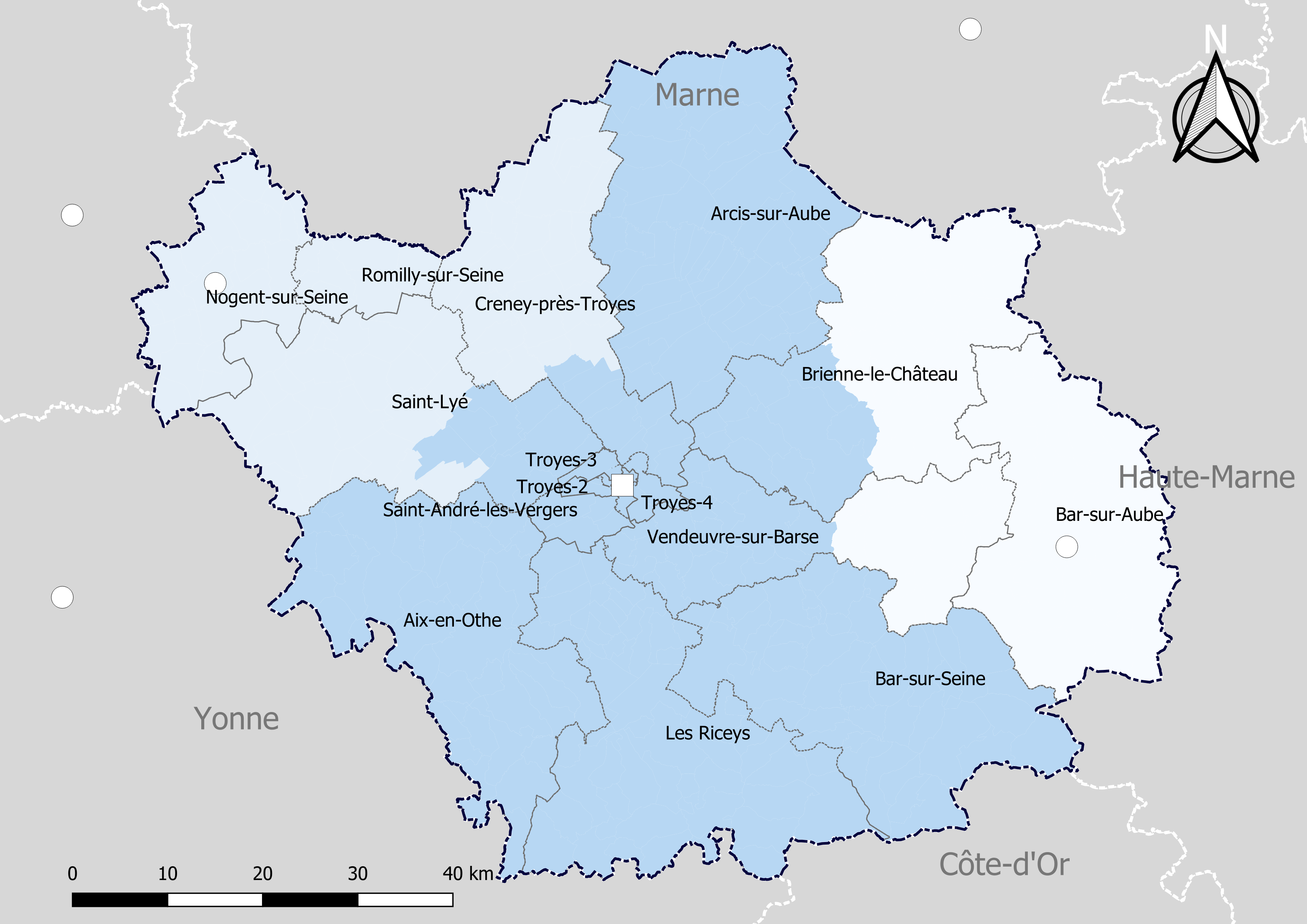
Découpage cantonal du département de l’Aube, avec en surimpression les arrondissements (en nuances de bleu) - Carte arrêtée au 1er janvier 2019.

Jusqu'au redécoupage cantonal de 2014, le département de l'Aube comptait 33 cantons. À partir de 2015, le nombre de cantons est fixé à 17 cantons.

## Histoire

### Découpage cantonal avant 2015
Les 33 cantons du département de l'Aube, classés par arrondissement, étaient les suivants :
- L'arrondissement de Bar-sur-Aube comprenait les cinq cantons de :
 Bar-sur-Aube - Brienne-le-Château - Chavanges - Soulaines-Dhuys - Vendeuvre-sur-Barse

- L'arrondissement de Nogent-sur-Seine comprenait les six cantons de :
 Marcilly-le-Hayer - Méry-sur-Seine - Nogent-sur-Seine - Romilly-sur-Seine-1 - Romilly-sur-Seine-2 - Villenauxe-la-Grande

- L'arrondissement de Troyes comprenait les vingt-deux cantons de :
Aix-en-Othe - Arcis-sur-Aube - Bar-sur-Seine - Bouilly - Chaource - La Chapelle-Saint-Luc - Ervy-le-Châtel - Essoyes - Estissac - Lusigny-sur-Barse - Mussy-sur-Seine - Piney - Ramerupt - Les Riceys - Sainte-Savine - Troyes-1 - Troyes-2 - Troyes-3 - Troyes-4 - Troyes-5 - Troyes-6 - Troyes-7

Il n'y avait pas d'homonymie pour les cantons de Bouilly et Chaource, même s'il en existait pour chacune des communes chefs-lieux.

### Redécoupage cantonal de 2014
Dans la poursuite de la réforme territoriale engagée en 2010, l'Assemblée nationale adopte définitivement le 17 avril 2013 la réforme du mode de scrutin pour les élections départementales destinée à garantir la parité hommes/femmes. Les lois (loi organique 2013-402 et loi 2013-403) sont promulguées le 17 mai 2013. Un nouveau découpage territorial est défini par décret du 21 février 2014 pour le département de l'Aube. Celui-ci entre en vigueur lors du premier renouvellement général des assemblées départementales suivant la publication du décret, soit en mars 2015. Les conseillers départementaux sont élus au scrutin majoritaire binominal mixte. Les électeurs de chaque canton éliront au Conseil départemental, nouvelle appellation des Conseils généraux, deux membres de sexe différent, qui se présenteront en binôme de candidats. Les conseillers départementaux seront élus pour 6 ans au scrutin binominal majoritaire à deux tours, l'accès au second tour nécessitant 10 % des inscrits au 1er tour. En outre la totalité des conseillers départementaux est renouvelée.
Ce nouveau mode de scrutin nécessite un redécoupage des cantons dont le nombre est divisé par deux avec arrondi à l'unité impaire supérieure si ce nombre n'est pas entier impair et avec des conditions de seuils minimaux. Dans l'Aube le nombre de cantons passe ainsi de 33 à 17.
Les critères du remodelage cantonal sont les suivants : le territoire de chaque canton doit être défini sur des bases essentiellement démographiques, le territoire de chaque canton doit être continu et les communes de moins de 3 500 habitants sont entièrement comprises dans le même canton. Il n’est fait référence, ni aux limites des arrondissements, ni à celles des circonscriptions législatives.
Conformément à de multiples décisions du Conseil constitutionnel depuis 1985 et notamment  sa décision n° 2010-618 DC du 9 décembre 2010,  il est admis que le principe d’égalité des électeurs au regard des critères démographiques est respecté lorsque le ratio conseiller/habitant de la circonscription est compris dans une fourchette de 20 % de part et d'autre du ratio moyen conseiller/habitant du département. Pour le département de l'Aube, la population de référence est la population légale en vigueur au 1er janvier 2013, à savoir la population millésimée 2010, soit 303 327 habitants. Avec 17 cantons la population moyenne par conseiller départemental est de 17 843 habitants. Ainsi la population de chaque nouveau canton doit-elle être comprise entre 14 274 habitants et 21 411 habitants pour respecter le principe de l'égalité citoyenne au vu des critères démographiques.

## Composition actuelle

### Composition détaillée
| N° | Nom du Canton           | Bureau centralisateur   | Population 2010             | Écart /moyenne | Nombre de communes entières | Communes composant le canton |
| -- | ----------------------- | ----------------------- | --------------------------- | -------------- | --------------------------- | --- |
| 1  | Aix-Villemaur-Pâlis     | Aix-Villemaur-Pâlis     | 17 971                      | 1,01           | 36                          | Aix-Villemaur-Pâlis, Auxon, Bercenay-en-Othe, Bérulle, Bucey-en-Othe, Chamoy, Chennegy, Chessy-les-Prés, Coursan-en-Othe, Courtaoult, Les Croûtes, Davrey, Eaux-Puiseaux, Ervy-le-Châtel, Estissac, Fontvannes, Maraye-en-Othe, Marolles-sous-Lignières, Messon, Montfey, Montigny-les-Monts, Neuville-sur-Vanne, Nogent-en-Othe, Paisy-Cosdon, Planty, Prugny, Racines, Rigny-le-Ferron, Saint-Benoist-sur-Vanne, Saint-Mards-en-Othe, Saint-Phal, Vauchassis, Villemoiron-en-Othe, Villeneuve-au-Chemin, Vosnon, Vulaines. |
| 2  | Arcis-sur-Aube          | Arcis-sur-Aube          | 14 643                      | 0,82           | 47                          | Allibaudières, Arcis-sur-Aube, Aubeterre, Avant-lès-Ramerupt, Brillecourt, Champigny-sur-Aube, Charmont-sous-Barbuise, Chaudrey, Le Chêne, Coclois, Dampierre, Dommartin-le-Coq, Dosnon, Feuges, Grandville, Herbisse, Isle-Aubigny, Lhuître, Longsols, Luyères, Mailly-le-Camp, Mesnil-la-Comtesse, Mesnil-Lettre, Montsuzain, Morembert, Nogent-sur-Aube, Nozay, Ormes, Ortillon, Poivres, Pouan-les-Vallées, Pougy, Ramerupt, Saint-Étienne-sous-Barbuise, Saint-Nabord-sur-Aube, Saint-Remy-sous-Barbuise, Semoine, Torcy-le-Grand, Torcy-le-Petit, Trouans, Vaucogne, Vaupoisson, Verricourt, Villette-sur-Aube, Villiers-Herbisse, Vinets, Voué. |
| 3  | Bar-sur-Aube            | Bar-sur-Aube            | 14 756                      | 0,83           | 48                          | Ailleville, Arconville, Arrentières, Arsonval, Baroville, Bar-sur-Aube, Bayel, Bergères, Bligny, La Chaise, Champignol-lez-Mondeville, Chaumesnil, Colombé-la-Fosse, Colombé-le-Sec, Couvignon, Crespy-le-Neuf, Éclance, Engente, Épothémont, Fontaine, Fravaux, Fresnay, Fuligny, Jaucourt, Juvancourt, Juzanvigny, Lévigny, Lignol-le-Château, Longchamp-sur-Aujon, Maisons-lès-Soulaines, Meurville, Montier-en-l'Isle, Morvilliers, Petit-Mesnil, Proverville, La Rothière, Rouvres-les-Vignes, Saulcy, Soulaines-Dhuys, Spoy, Thil, Thors, Urville, Vernonvilliers, Ville-aux-Bois, Ville-sous-la-Ferté, Ville-sur-Terre, Voigny. |
| 4  | Bar-sur-Seine           | Bar-sur-Seine           | 17 234                      | 0,97           | 46                          | Bar-sur-Seine, Bertignolles, Bourguignons, Briel-sur-Barse, Buxeuil, Buxières-sur-Arce, Celles-sur-Ource, Chacenay, Chappes, Chauffour-lès-Bailly, Chervey, Courtenot, Courteron, Cunfin, Éguilly-sous-Bois, Essoyes, Fontette, Fouchères, Fralignes, Gyé-sur-Seine, Jully-sur-Sarce, Landreville, Loches-sur-Ource, Magnant, Marolles-lès-Bailly, Merrey-sur-Arce, Mussy-sur-Seine, Neuville-sur-Seine, Noé-les-Mallets, Plaines-Saint-Lange, Poligny, Polisot, Polisy, Rumilly-lès-Vaudes, Saint-Parres-lès-Vaudes, Saint-Usage, Thieffrain, Vaudes, Verpillières-sur-Ource, Villemorien, Villemoyenne, Ville-sur-Arce, Villy-en-Trodes, Virey-sous-Bar, Vitry-le-Croisé, Viviers-sur-Artaut. |
| 5  | Brienne-le-Château      | Brienne-le-Château      | 14 560                      | 0,82           | 53                          | Arrembécourt, Assencières, Aulnay, Bailly-le-Franc, Balignicourt, Bétignicourt, Blaincourt-sur-Aube, Blignicourt, Bouy-Luxembourg, Braux, Brévonnes, Brienne-la-Vieille, Brienne-le-Château, Chalette-sur-Voire, Chavanges, Courcelles-sur-Voire, Dienville, Donnement, Dosches, Épagne, Géraudot, Hampigny, Jasseines, Joncreuil, Juvanzé, Lassicourt, Lentilles, Lesmont, Magnicourt, Maizières-lès-Brienne, Mathaux, Mesnil-Sellières, Molins-sur-Aube, Montmorency-Beaufort, Onjon, Pars-lès-Chavanges, Pel-et-Der, Perthes-lès-Brienne, Piney, Précy-Notre-Dame, Précy-Saint-Martin, Radonvilliers, Rances, Rosnay-l'Hôpital, Rouilly-Sacey, Saint-Christophe-Dodinicourt, Saint-Léger-sous-Brienne, Saint-Léger-sous-Margerie, Unienville, Val-d'Auzon, Vallentigny, Villeret, Yèvres-le-Petit. |
| 6  | Creney-près-Troyes      | Creney-près-Troyes      | 16 635                      | 0,93           | 33                          | Bessy, Boulages, Champfleury, Chapelle-Vallon, Charny-le-Bachot, Châtres, Chauchigny, Creney-près-Troyes, Droupt-Saint-Basle, Droupt-Sainte-Marie, Étrelles-sur-Aube, Fontaine-les-Grès, Les Grandes-Chapelles, Lavau, Longueville-sur-Aube, Mergey, Méry-sur-Seine, Mesgrigny, Plancy-l'Abbaye, Prémierfait, Rhèges, Rilly-Sainte-Syre, Saint-Benoît-sur-Seine, Saint-Mesmin, Saint-Oulph, Sainte-Maure, Salon, Savières, Vailly, Vallant-Saint-Georges, Viâpres-le-Petit, Villacerf, Villechétif. |
| 7  | Nogent-sur-Seine        | Nogent-sur-Seine        | 16 583                      | 0,93           | 23                          | Barbuise, Bouy-sur-Orvin, Courceroy, Ferreux-Quincey, Fontaine-Mâcon, Fontenay-de-Bossery, Gumery, La Louptière-Thénard, Marnay-sur-Seine, Le Mériot, Montpothier, La Motte-Tilly, Nogent-sur-Seine, Périgny-la-Rose, Plessis-Barbuise, Pont-sur-Seine, Saint-Aubin, Saint-Nicolas-la-Chapelle, La Saulsotte, Soligny-les-Étangs, Traînel, Villenauxe-la-Grande, La Villeneuve-au-Châtelot. |
| 8  | Les Riceys              | Les Riceys              | 14 673                      | 0,82           | 57                          | Arrelles, Assenay, Avirey-Lingey, Avreuil, Bagneux-la-Fosse, Balnot-la-Grange, Balnot-sur-Laignes, Bernon, Les Bordes-Aumont, Bouilly, Bragelogne-Beauvoir, Channes, Chaource, Chaserey, Chesley, Cormost, Coussegrey, Crésantignes, Cussangy, Étourvy, Fays-la-Chapelle, Les Granges, Javernant, Jeugny, Lagesse, Laines-aux-Bois, Lantages, Lignières, Lirey, La Loge-Pomblin, Les Loges-Margueron, Longeville-sur-Mogne, Machy, Maisons-lès-Chaource, Maupas, Metz-Robert, Montceaux-lès-Vaudes, Pargues, Praslin, Prusy, Les Riceys, Roncenay, Saint-Jean-de-Bonneval, Saint-Pouange, Sommeval, Souligny, Turgy, Vallières, Vanlay, La Vendue-Mignot, Villemereuil, Villery, Villiers-le-Bois, Villiers-sous-Praslin, Villy-le-Bois, Villy-le-Maréchal, Vougrey. |
| 9  | Romilly-sur-Seine       | Romilly-sur-Seine       | 17 659                      | 0,99           | 6                           | Crancey, Gélannes, Maizières-la-Grande-Paroisse, Pars-lès-Romilly, Romilly-sur-Seine, Saint-Hilaire-sous-Romilly. |
| 10 | Saint-André-les-Vergers | Saint-André-les-Vergers | 20 765                      | 1,16           | 5                           | La Rivière-de-Corps, Rosières-près-Troyes, Saint-André-les-Vergers, Saint-Germain, Torvilliers. |
| 11 | Saint-Lyé               | Saint-Lyé               | 15 558                      | 0,87           | 33                          | Avant-lès-Marcilly, Avon-la-Pèze, Barberey-Saint-Sulpice, Bercenay-le-Hayer, Bourdenay, Charmoy, Dierrey-Saint-Julien, Dierrey-Saint-Pierre, Échemines, Faux-Villecerf, Fay-lès-Marcilly, La Fosse-Corduan, Macey, Marcilly-le-Hayer, Marigny-le-Châtel, Mesnil-Saint-Loup, Montgueux, Origny-le-Sec, Orvilliers-Saint-Julien, Ossey-les-Trois-Maisons, Le Pavillon-Sainte-Julie, Payns, Pouy-sur-Vannes, Prunay-Belleville, Rigny-la-Nonneuse, Saint-Flavy, Saint-Loup-de-Buffigny, Saint-Lupien, Saint-Lyé, Saint-Martin-de-Bossenay, Trancault, Villadin, Villeloup. |
| 12 | Troyes-1                | Troyes                  | Fraction de Troyes          |                | Fraction de Troyes          | Partie de la commune de Troyes située : 1° Au sud d'une ligne définie par l'axe des voies et limites suivantes : depuis la limite territoriale de la commune de Sainte-Savine, rue des Fossés-Patris, rue Fernand-Giroux, esplanade Lucien-Péchart, rue Coulommière, rue de la Bertauche, rue du Fort-Chevreuse, avenue Pasteur, rue Charles-Delaunay, rue de Preize, rue Georgia-Knap, avenue Chomedey-de-Maisonneuve, boulevard Danton, cours de la Seine, jusqu'à la limite territoriale de la commune de Lavau ; 2° Au nord d'une ligne définie par l'axe des voies et limites suivantes : depuis la limite territoriale de la commune de Saint-Parres-aux-Tertres, rue Héloïse-et-Abélard, boulevard Georges-Pompidou, rue de Chesterfield, rue Nicolas-Cordonnier, rue de la Becquerie, rue Paul-Cambon, rue Philippe-de-Champaigne, rue de la Lune, rue de Gournay, impasse du Voyer, rue du Voyer, boulevard Henri-Barbusse, quai Saint-Dominique, place du Vouldy, boulevard du 14-Juillet, boulevard du Ier-Régiment-d'Artillerie-de-Montagne, boulevard Victor-Hugo, rue de la Tour-Boileau, rue Jeanne-d'Arc, place Robert-Galley, jusqu'à la limite territoriale de la commune de Saint-André-les-Vergers. |
| 13 | Troyes-2                | Troyes                  | 13 369 + fraction de Troyes |                | 2 + fraction de Troyes      | 1° Les communes suivantes : Les Noës-près-Troyes, Sainte-Savine. 2° La partie de la commune de Troyes située à l'ouest d'une ligne définie par l'axe des voies et limites suivantes : depuis la limite territoriale de la commune de Sainte-Savine, rue des Fossés-Patris, rue Fernand-Giroux, esplanade Lucien-Péchart, rue Coulommière, rue de la Bertauche, rue du Fort-Chevreuse, avenue Pasteur, rue du Lieutenant-Pierre-Murard, rue de la Guérarde, avenue Marguerite-Flavien-Buffard, avenue du Général-Leclerc, jusqu'à la limite territoriale de la commune de La Chapelle-Saint-Luc. |
| 14 | Troyes-3                | Troyes                  | 13 228 + fraction de Troyes |                | 1 + fraction de Troyes      | 1° La commune suivante : La Chapelle-Saint-Luc. 2° La partie de la commune de Troyes située à l'est et au nord d'une ligne définie par l'axe des voies et limites suivantes : depuis la limite territoriale de la commune de La Chapelle-Saint-Luc, avenue du Général-Leclerc, avenue Marguerite-Flavien-Buffard, rue de la Guérarde, rue du Lieutenant-Pierre-Murard, avenue Pasteur, rue Charles-Delaunay, rue de Preize, rue Georgia-Knap, avenue Chomedey-de-Maisonneuve, boulevard Danton, cours de la Seine, jusqu'à la limite territoriale de la commune de Lavau. |
| 15 | Troyes-4                | Troyes                  | 14 511 + fraction de Troyes |                | 3 + fraction de Troyes      | 1° Les communes suivantes : Pont-Sainte-Marie, Saint-Julien-les-Villas, Saint-Parres-aux-Tertres. 2° La partie de la commune de Troyes située au sud et à l'est d'une ligne définie par l'axe des voies et limites suivantes : depuis la limite territoriale de la commune de Saint-Parres-aux-Tertres, rue Héloïse-et-Abélard, boulevard Georges-Pompidou, rue de Chesterfield, rue Nicolas-Cordonnier, rue de la Becquerie, rue Paul-Cambon, rue Philippe-de-Champaigne, rue de la Lune, rue de Gournay, impasse du Voyer, rue du Voyer, boulevard Henri-Barbusse, quai Saint-Dominique, mail des Charmilles, cours de la Seine, chaussée du Vouldy, jusqu'à la limite territoriale de la commune de Saint-Julien-les-Villas. |
| 16 | Troyes-5                | Troyes                  | Fraction de Troyes          |                | Fraction de Troyes          | Partie de la commune de Troyes non incluse dans les cantons de Troyes-1, Troyes-2, Troyes-3 et Troyes-4. |
| 17 | Vendeuvre-sur-Barse     | Vendeuvre-sur-Barse     | 20 902                      | 1,17           | 37                          | Amance, Argançon, Beurey, Bossancourt, Bouranton, Bréviandes, Buchères, Champ-sur-Barse, Clérey, Courteranges, Dolancourt, Fresnoy-le-Château, Isle-Aumont, Jessains, Laubressel, La Loge-aux-Chèvres, Longpré-le-Sec, Lusigny-sur-Barse, Magny-Fouchard, Maison-des-Champs, Mesnil-Saint-Père, Montaulin, Montiéramey, Montmartin-le-Haut, Montreuil-sur-Barse, Moussey, Puits-et-Nuisement, Rouilly-Saint-Loup, Ruvigny, Saint-Léger-près-Troyes, Saint-Thibault, Thennelières, Trannes, Vauchonvilliers, Vendeuvre-sur-Barse, Verrières, La Villeneuve-au-Chêne. |
|    |                         |                         | 303 327                     |                | 433                         | |

### Répartition par arrondissement
Contrairement à l'ancien découpage où chaque canton était inclus à l'intérieur d'un seul arrondissement, le nouveau découpage territorial s'affranchit des limites des arrondissements. Certains cantons peuvent être composés de communes appartenant à des arrondissements différents. Dans le département de l'Aube, c'est le cas de cinq cantons (Aix-en-Othe, Brienne-le-Château, Creney-près-Troyes, Saint-Lyé, Vendeuvre-sur-Barse).
Le tableau suivant présente la répartition par arrondissement :
| N° | Canton                  | Bar-sur-Aube | Nogent-sur-Seine | Troyes                 | Total                  |
| -- | ----------------------- | ------------ | ---------------- | ---------------------- | ---------------------- |
| 1  | Aix-en-Othe             |              | 2                | 36                     | 38                     |
| 2  | Arcis-sur-Aube          |              |                  | 47                     | 47                     |
| 3  | Bar-sur-Aube            | 48           |                  |                        | 48                     |
| 4  | Bar-sur-Seine           |              |                  | 46                     | 46                     |
| 5  | Brienne-le-Château      | 43           |                  | 10                     | 53                     |
| 6  | Creney-près-Troyes      |              | 25               | 8                      | 33                     |
| 7  | Nogent-sur-Seine        |              | 23               |                        | 23                     |
| 8  | Les Riceys              |              |                  | 57                     | 57                     |
| 9  | Romilly-sur-Seine       |              | 6                |                        | 6                      |
| 10 | Saint-André-les-Vergers |              |                  | 5                      | 5                      |
| 11 | Saint-Lyé               |              | 26               | 7                      | 33                     |
| 12 | Troyes-1                |              |                  | Fraction de Troyes     | Fraction de Troyes     |
| 13 | Troyes-2                |              |                  | 2 + fraction de Troyes | 2 + fraction de Troyes |
| 14 | Troyes-3                |              |                  | 1 + fraction de Troyes | 1 + fraction de Troyes |
| 15 | Troyes-4                |              |                  | 3 + fraction de Troyes | 3 + fraction de Troyes |
| 16 | Troyes-5                |              |                  | Fraction de Troyes     | Fraction de Troyes     |
| 17 | Vendeuvre-sur-Barse     | 13           |                  | 24                     | 37                     |
|    |                         | 104          | 82               | 247                    | 433                    |